# Dekanat Oleśnica wschód
Dekanat Oleśnica wschód – jeden z 33 dekanatów w rzymskokatolickiej archidiecezji wrocławskiej.
W skład dekanatu wchodzi 9 parafii:
- parafia św. Józefa Oblubieńca Najświętszej Maryi Panny → Bierutów
- parafia Najświętszej Maryi Panny Nieustającej Pomocy → Boguszyce
- parafia Oczyszczenia Najświętszej Maryi Panny → Bukowie
- parafia Najświętszej Maryi Panny Częstochowskiej → Ligota Mała
- parafia Najświętszej Maryi Panny Matki Miłosierdzia → Oleśnica
- parafia Najświętszej Maryi Panny Królowej Polski → Poniatowice
- parafia św. Michała Archanioła → Solniki Wielkie
- parafia Nawiedzenia Najświętszej Maryi Panny → Wabienice
- parafia Najświętszej Maryi Panny Królowej Polski → Zbytowa